# Лагуново (Сарапульський район)
Лагуно́во (рос. Лагуново) — село в Сарапульському районі Удмуртії, Росія.
Розташоване по обидна береги річки Нечкінка у місці впадіння до неї правої притоки струмка Бігуновський.
Урбаноніми:
- вулиці — Декабристів, Польова, Праці, Удмуртська, Урожайна, Шкільна

## Населення
Населення становить 365 осіб (2010, 367 у 2002).
Національний склад (2002):
- росіяни — 90 %